# Nordra Ospøy
Nordra Ospøy est une île norvégienne du comté de Hordaland appartenant administrativement à Bømlo.

## Description
Rocheuse et pratiquement désertique, au nord de Søra Ospøy, elle s'étend sur environ 560 m de longueur pour une largeur approximative de 241 m.  